# San Patricio (Jalisco)

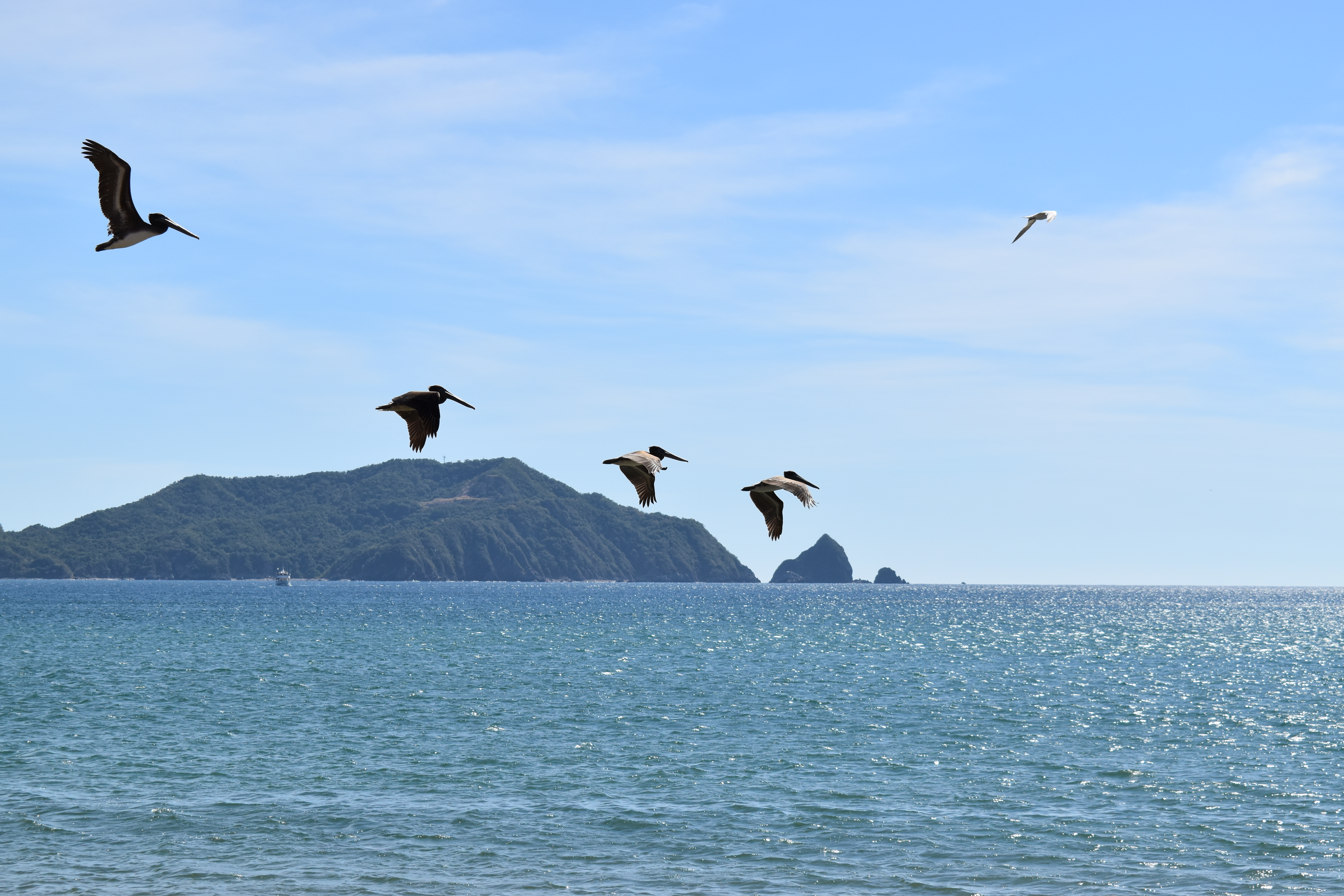
Pelícanos sobrevolando la playa de San Patricio-Melaque en enero. En el estado de Jalisco (México).

San Patricio - Melaque es una comunidad costera situada a 4 kilómetros al noroeste de Barra de Navidad en la Bahía de Navidad en el Municipio de Cihuatlán, estado de Jalisco. Esta localidad es, en realidad, el conjunto de tres aldeas costeras que quedaron conurbadas: San Patricio, Melaque y Villa Obregón -todas conocidas principalmente como "Melaque"-. El pequeño pueblo de Melaque ha sido un lugar turístico por generaciones para los mexicanos, convirtiéndose en un lugar tradicional para el descanso y la diversión, dentro de las principales actividades que se desarrolla en "Melaque" son; Venta de ropa colonial de la zona, renta de hoteles, pesca, restaurantes, spa, comercio al por menor de abarrotes y pesca. San Patricio se localiza en medio de las otras dos aldeas; en su centro se puede encontrar una colorida plaza y montones de tiendas al por menor. Villa Obregón, al este, es mucho más residencial. Los tres poblados forman la mayor comunidad a lo largo de la costa entre Puerto Vallarta y Manzanillo.
La Playa Melaque es la playa principal de la zona, siendo ideal para la natación, bodyboarding y skimboarding. Las olas son más suaves en el extremo oeste pues se encuentran protegidas. Se pueden observar hoteles y restaurantes de palapa en toda la playa.